# MHK Kežmarok
MHK Kieżmark (słow. MHK Kežmarok) – słowacki klub hokejowy z siedzibą w Kieżmarku.
Od 2009 pełnił rolę zespołu farmerskiego wobec HK Poprad. Do 2010 występował w rozgrywkach 1. ligi. W tym roku powódź w Kieżmarku uszkodziła halę z
lodowiskiem w Kieżmarku. Drużyna od tego czasu nie występuje w rozgrywkach.

## Dotychczasowe nazwy
- 1931 - ŠK Kežmarok
- 1936 - Forwärts Kežmarok
- 1946 - ŠK Kežmarok
- 1965 - Jednota Kežmarok
- 1991 - HK 31 Kežmarok
- 1997 - HK 31 Setra Kežmarok
- 2000 - MHK Kežmarok
- 2007 - MHK SkiPark Kežmarok

## Sukcesy
- Mistrzostwo 2. ligi słowackiej (2 razy): 1991, 2006
- Mistrzostwo 1. ligi słowackiej (1 raz): 2007

## Zawodnicy i trenerzy
W klubie występowali m.in. Richard Šechný, Michal Mravec, Pavol Fedor, Zoltán Kubát, Branislav Fábry, Martin Petrina, Ľuboš Bartečko. W drużynach juniorskich grał Polak Krystian Dziubiński.
Trenerem zespołu był Miroslav Ihnačák.